# Kanton Criquetot-l’Esneval
Der Kanton Criquetot-l’Esneval war bis 2015 ein französischer Wahlkreis im Arrondissement Le Havre, im Département Seine-Maritime und in der Region Haute-Normandie; sein Hauptort war Criquetot-l’Esneval, Vertreter im Generalrat des Départements war von 1973 bis 2011 Charles Revet (UMP). Ihm folgte Bertrand Lefrançois (DVD) nach.
Der Kanton Criquetot-l’Esneval war 134,96 km² groß und hatte (2006) 15.335 Einwohner, was einer Bevölkerungsdichte von 114 Einwohnern pro km² entsprach. Er lag im Mittel auf 104 Meter über dem Meeresspiegel, zwischen 0 m in Bénouville und 137 m in Gonneville-la-Mallet. 

## Gemeinden
Der Kanton bestand aus 21 Gemeinden:
| Gemeinde                 | Einwohner Jahr | Fläche km² | Bevölkerungsdichte | Code INSEE | Postleitzahl |
| ------------------------ | -------------- | ---------- | ------------------ | ---------- | ------------ |
| Angerville-l’Orcher      | 1.452 (2013)   | 9,91       | 147 Einw./km²      | 76014      | 76280        |
| Anglesqueville-l’Esneval | 534 (2013)     | 4,36       | 122 Einw./km²      | 76017      | 76280        |
| Beaurepaire              | 493 (2013)     | 2,83       | 174 Einw./km²      | 76064      | 76280        |
| Bénouville               | 173 (2013)     | 2,86       | 60 Einw./km²       | 76079      | 76790        |
| Bordeaux-Saint-Clair     | 660 (2013)     | 10,31      | 64 Einw./km²       | 76117      | 76790        |
| Criquetot-l’Esneval      | 2.425 (2013)   | 13,47      | 180 Einw./km²      | 76196      | 76280        |
| Cuverville               | 358 (2013)     | 4,58       | 78 Einw./km²       | 76206      | 76280        |
| Étretat                  | 1.411 (2013)   | 4,07       | 347 Einw./km²      | 76254      | 76790        |
| Fongueusemare            | 188 (2013)     | 11,85      | 16 Einw./km²       | 76268      | 76280        |
| Gonneville-la-Mallet     | 1.325 (2013)   | 7,32       | 181 Einw./km²      | 76307      | 76280        |
| Hermeville               | 369 (2013)     | 3,81       | 97 Einw./km²       | 76357      | 76280        |
| Heuqueville              | 699 (2013)     | 5,05       | 138 Einw./km²      | 76361      | 76280        |
| Pierrefiques             | 139 (2013)     | 2,31       | 60 Einw./km²       | 76501      | 76280        |
| La Poterie-Cap-d’Antifer | 445 (2013)     | 5,81       | 77 Einw./km²       | 76508      | 76280        |
| Saint-Jouin-Bruneval     | 1.891 (2013)   | 18,82      | 100 Einw./km²      | 76595      | 76280        |
| Saint-Martin-du-Bec      | 559 (2013)     | 4,12       | 136 Einw./km²      | 76615      | 76133        |
| Sainte-Marie-au-Bosc     | 353 (2013)     | 3,18       | 111 Einw./km²      | 76609      | 76280        |
| Le Tilleul               | 694 (2013)     | 6,27       | 111 Einw./km²      | 76693      | 76790        |
| Turretot                 | 1.520 (2013)   | 6,07       | 250 Einw./km²      | 76716      | 76280        |
| Vergetot                 | 433 (2013)     | 4,31       | 100 Einw./km²      | 76734      | 76280        |
| Villainville             | 330 (2013)     | 3,65       | 90 Einw./km²       | 76741      | 76280        |

## Bevölkerungsentwicklung
| 1962  | 1968  | 1975  | 1982   | 1990   | 1999   | 2006   |
| ----- | ----- | ----- | ------ | ------ | ------ | ------ |
| 7.966 | 8.638 | 9.614 | 12.116 | 13.455 | 14.468 | 15.335 |